# Отон Евгений Мария Савойски
Отон Евгений Мария Савойски (на италиански: Oddone Eugenio Maria di Savoia; * 11 юли 1846, Кралски замък в Раконинджи; † 22 януари 1866, Генуа), е принц на Савоя, херцог на Монферат и син на първия крал на Италия Виктор Емануил II. 

## Произход и брак
Принц Отон Савойски е син на Виктор Емануил II (* 1820; † 1878), крал на Сардиния-Пиемонт, а по късно и крал на Обединена Италия, и на съпругата му Мария Аделхайд Австрийска (* 1822, † 1855), ерцхерцогиня на Австрия. Негови дядо и баба по бащина линия са кралят на Сардиния Карл Алберт Савойски-Каринян и Мария Тереза Австрийска-Тосканска, а по майчина – ерцхерцог Райнер Йосиф Хабсбург-Лотарингски, вицекрал на Ломбардия-Венеция, и Мария Елизабета Савойска-Каринян, сестра на краля на Сардиния Карл Алберт. Има пет братя и две сестри:  
- Лудовика Тереза Мария Клотилда (* 1843; † 1911), съпруга на принц Наполеон Жозеф Шарл Пол Бонапарт, двоутробен брат на Наполеон III
- Хумберт Райнер Карл Емануил Йохан Мария Фердинанд Евгений (* 1844,; † 1900), като Умберто I крал на Италия (1878 – 1900), съпруг на Маргарита Савойска, дядо на Йоанна Българска
- Амадей Фердинанд Мария I (* 1845; † 1890), крал на Испания (1870 – 1873), херцог на Аоста (1845 – 1890), съпруг на Мария Витория дал Поцо дела Чистерна и на Мария Летиция Бонапарт
- Мария Пия (* 1847; † 1911), кралица на Португалия като съпруга на Луиш I, крал на Португалия
- Карл Алберт (* 1851; † 1854), херцог на Шабле
- Виктор Емануил (*/ † 1852)
- Виктор Емануил Леополд (* 1855; † 1855), граф на Генуа

Има един природен брат и една природена сестра от втория брак на баща си и около 26 природени братя и сестри от негови извънбрачни връзки.

## Биография
Роден със сериозно генетично заболяване, от двегодишна възраст той има тежки инвалидизиращи симптоми (нанизъм и деформации в развитието), следователно е оставен встрани от придворния живот на Савойския дом поради несигурното си здравословно състояние. Надарен с необичайна интелигентност, находчивост и интелектуална жизненост, той се посвещава на учене, проявявайки през краткия си живот интерес към различни теми – научни и художествени.
Прекарва лятото на 1861 г. в Пели (тогава независима община недалеч от Генуа), където избира Вила „Ломелини Ростан“ за своя резиденция; както и заради мекия климат, благоприятен за крехкото му здраве, изборът му е продиктуван и от голямата му  страст към морето, родена в него още в годините на много ранното му детство, когато кралското семейство прекарва ваканции в Специя. Завръщането в двора през есента е кратко, като се има предвид, че скоро, след като забелязва положителния ефект, който периодът, прекаран на Ривиерата, носи както на тялото, така и на духа му, той получава разрешение от баща си да се премести за постоянно в Генуа, като вземе за резиденция Кралския дворец. 
Генуезкият му период се характеризира с щастливо и задълбочено изучаване на технически и художествени дисциплини: от география до музика, от езици до плаване с лодка (заради този си интерес е привлечен към Кралския флот по заповед на баща си и е назначен за корабен капитан).
Защитник и популяризатор на изкуствата и интелектуалното дело, Отон учредява четири годишни награди за студентите от Лигурската академия за изящни изкуства, на която е провъзгласен за почетен президент, както и за Лигурското дружество за родна история. Къщата му с библиотека от над хиляда тома скоро става място за срещи и културни дебати за най-известните градски личности на изкуството и науката: граждански и военни власти, университетски преподаватели, академици, художници, включително скулптора Санто Варни, който е негов съветник и приятел, художниците Тамар Луксоро и Доменико Паскуале Камбиазо.
На 5 юни 1862 г. заминава с братята си на изток за образователно пътуване на борда на пирофрегата Говерноло. Посещава Каляри, Палермо, Катания, Месина, Неапол, Помпей, докато достига Константинопол на 16 август, където пътуването завършва. Завръща се в Генуа на 15 септември. Пътуването оказва дълбоко влияние върху духа на младия Отон, разпалвайки интереса му към Античността и класическото изкуство, и му позволява да създаде богата колекция от предмети на изкуството.
През лятото на 1863 г. успява да направи ново пътуване до Сардиния и Неапол, където се интересува от археология, финансирайки разкопки, ръководени от знаменития археолог Джузепе Фиорели.
Обратно в Генуа се посвещава на изучаването на естествознанието под ръководството на Микеле Лесона, по-специално на малакологията, събирайки богата колекция от черупки, водорасли и колибри (колекция сега е изложена в Природонаучния музей „Джакомо Дория“).
През лятото на 1864 г. лекарите не му позволяват да предприеме ново пътуване, а по-скоро го съветват да плува в морето, така че младият Отон отива на гости на маркиз Ала Понцоне в елегантната вила „Дурацо Бомбрини“, в крайбрежното градче Корниляно (днес район на западните предградия на Генуа). Връщайки се там на следващата година, Отон замисля идеята да го превърне в свой постоянен дом, център на своите колекции и проучвания и благодарение на застъпничеството на неговия кръстник, принц Евгений Емануил Савойски-Вилафранка-Соасон, Виктор Емануил II се съгласява с покупката.
Умира на 19-годишна възраст в Кралския дворец в Генуа, в нощта между 21 и 22 януари 1866 г. Погребан е в Базилика „Суперга“ в Торино.

## Наследство
В завещанието си оставя на Генуа значително наследство от гръцки вази, бронз, керамика, стъкло и римски скъпоценни камъни, които сега се съхраняват в Лигурския археологически музей. Други произведения се съхраняват в Галерията за модерно изкуство в града, наречена на негово име.
Генуа кръщава на него участък от наскоро построения престижен околовръстен път до морето (между пл. „Кавур“ и бул. „Аурелио Сафи“). През 1944 г. правителството на Република Сало, решено да накаже Савойците след 8 септември чрез заличаване на топонимията, посветена на тях, променя името на улицата, избирайки мацинианското „Маурицио Куадрио“ вместо Отон; новото име остава непроменено и до днес.
Град Торино кръщава на него важна свързваща улица между пл. „Статуто“ и пл. „Балдисера“, на границата на квартал „Сан Донато“.

## Титли
- 11 юли 1846 – 17 март 1861: Негово кралско височество, принц Отон Савойски, херцог на Монферат
- 17 март 1861 – 22 януари 1866: Негово кралско височество Отон Савойски, принц на Италия, херцог на Монферат